# 天主教利物浦總教區
天主教利物浦總教區（拉丁語：Archidioecesis Liverpolitana）是英國英格蘭一個羅馬天主教教省總教區，也是英格蘭五個總教區之一。包括里布爾河以南、傳統上屬蘭開夏的地區以及曼島。
下轄米杜士堡、利茲、哈倫、蘭開斯特、索爾福德和赫克瑟姆暨紐卡斯爾六個教區。2011年，有513,000名教友，估轄區總人口45.2%，有177個堂區、328名司鐸、106名終身執事、105名修士、438名修女。目前總主教席位處於出缺狀態。
1840年設蘭開斯特宗座代牧區，1850年9月28日英格蘭恢復聖統制，升為教區，屬威斯敏斯特總教區。1911年10月28日升為總教區。